# 松下忠
松下 忠（まつした ただし、1908年12月10日 - 1994年8月9日）は、日本の漢文学者。
熊本県出身。1938年東京文理科大学漢文学科卒。諸橋轍次に師事。1962年「江戸時代の詩風及び詩論の研究」で東京教育大学文学博士。和歌山大学教授、72年定年退官、名誉教授、日本大学教授。1972年「江戸時代の詩風詩論―明清の詩論とその摂取」で日本学士院賞・恩賜賞受賞。同年和歌山県文化賞、1980年勲二等瑞宝章受章。和歌山大学名誉教授の生駒道弘は女婿

## 著書
- 『江戸時代の詩風詩論 明・清の詩論とその摂取』明治書院 1969
- 『紀州藩漢文学の全貌』和歌山大学紀州経済史文化史研究所 1970
- 『紀州の藩学』鳳出版 1974
- 『明・清の三詩説』明治書院 1978

### 注・編纂
- 『朱子学大系 第13巻 (日本の朱子学 下) 木下順庵(訳註) 明徳出版社 1975
- 『詞華集日本漢詩』全20巻 富士川英郎、佐野正巳共編 汲古書院 1984-87